# 麥田捕手的女孩
《麥田捕手的女孩》（英語：The Good Girl）是一部2002年的電影，由米格·奧提塔執導，麥可·懷特編劇。

## 劇情
電影起始於一個枯燥無味的德州小鎮，敘述女孩賈絲婷的故事。賈絲婷33歲，已婚，在當地的一間購物中心上班，她的生活相當平凡，與一群個性古怪的人物共事。她的同事綺麗兒是一個憤世嫉俗的年輕女孩，常在廣播中對著夢遊的顧客輸入下意識的褻瀆訊息；關（Gwen）是一個過度活潑的中年婦女，與賈絲婷一起在藥妝部門工作；寇尼（Corny）是一位對聖經過度著迷的警衛。
賈絲婷每晚回家時，總是看見她不太聰明的老公菲爾（Phil，一位油漆工）花很多的時間與他的好友布達（Bubba）躺在沙發上抽大麻，而不做什麼事。賈絲婷感覺受到牽絆，似乎沒有逃脫的機會。
某天，一位名叫荷頓的年輕收銀員來到這間購物中心上班，賈絲婷深深為他著迷。荷頓總是自己一個人，埋頭看著《麥田捕手》這本書，他說他與故事主角荷頓·考爾菲德的生活有些許類似。賈絲婷與荷頓兩人相處的時間漸漸變多，每天一起吃午餐，下班後也一起找樂子。某天，荷頓沒有去上班，卻遞了封信給賈絲婷，告訴她說如果賈絲婷沒有在5點時與他在Chuck E. Cheese娛樂中心見面，她就沒有機會在看到他了。賈絲婷在送朋友到醫院之後，跟荷頓碰面，之後便去了一間汽車旅館，費用是用賈絲婷的信用卡付的。他們在汽車旅館裡做了愛，賈絲婷感受到一股她前所未有活力。（此片是珍妮佛·安妮絲頓唯一有裸露鏡頭的電影，因此此片為限制級。）
之後，菲爾的好友布達發現了賈絲婷與荷頓的婚外情，也寄了封黑函給她，要求與她發生性行為，賈絲婷不願地答應了。荷頓剛好看到了賈絲婷與布達發生的事，心情大受影響，斥罵賈絲婷是妓女，背叛他的感情。在賈絲婷懷了荷頓的小孩之後，此事件更趨複雜，因為菲爾多年抽大麻而患有不孕症。某天菲爾看到賈絲婷的信用卡帳單記載著在汽車旅館的消費紀錄，發現賈絲婷的婚外情。菲爾大受打擊，並詢問孩子是否是他的，但賈絲婷撒了謊，告訴他孩子是他的。
最後，賈絲婷必須做個抉擇，一是遠走高飛，與未出生的孩子開啟新的生活，二是留在原地繼續過著平淡的生活，她選擇了後者。接著場景轉到荷頓從公司保險箱裡偷走15,000元後，來到先前與賈絲婷纏綿的汽車旅館，然後自殺。電影的最後，賈絲婷接受他與菲爾的生活，與他們的小孩繼續生活。

## 演員
| 演員               | 角色             |
| ------------------ | ---------------- |
| 珍妮佛·安妮斯頓    | 賈絲婷（Justin） |
| 傑克·葛倫霍        | 荷頓（Holden）   |
| 約翰·雷利          | 菲爾（Phil）     |
| 提姆·布萊克·尼爾森 | 布達（Bubba）    |
| 柔伊·黛絲錢妮      | 綺麗兒（Cheryl） |
| 麥可·懷特          | 寇尼（Corny）    |

## 外部連結
- 官方網站
- 互联网电影数据库（IMDb）上《The Good Girl》的资料（英文）
- Cloverfield Press （页面存档备份，存于）－製作人馬修·格林菲的出版公司